# Calea ferată Ciudei–Cosciuia
Calea ferată Ciudei-Cosciuia a fost o cale ferată secundară cu ecartament îngust (760 mm) din regiunea istorică Bucovina aflată în Imperiul Austro-Ungar.

## Istoric
La inițiativa proprietarilor de păduri Alexander Ritter von Gojan și August Ritter von Gorayski, compania feroviară Bukowinaer Lokalbahnen a depus către Ministerul Comerțului proiectul unei căi ferate cu ecartament îngust pentru dezvoltarea industriei forestiere din zona localităților Helgea (anterior Hilcze, în ucraineană Гілча) și Cosciuia (anterior Koszczuja, în ucraineană Кощуга) cu legătură la Calea ferată secundară Adâncata–Berhomet pe Siret în satul Ciudei (anterior Czudin). Concesiunea construirii traseului a fost acordată companiei Bukowinaer Lokalbahnen la 18 ianuarie 1907 și traseul a fost deschis exclusiv pentru transportul de marfă la 15 octombrie 1908.
În anii următori, a început să existe și o cerere pentru transportul de persoane pe acest traseu și la 16 ianuarie 1911 concesiunea a fost extinsă, fiind inclus în același an și transportul de pasageri pe această rută.
După primul război mondial, Bucovina a devenit parte componentă a României; calea ferată a fost preluată de către compania românească CFR. Traseul a fost menținut și după cel de-al doilea război mondial, dar a fost desființat în anul 1951.

## Stații de pe traseu
În anul 1908 au fost puse în exploatare următoarele stații și halte:
- Stația Ciudei
- Stația Cireși (Cireș)
- Halta Laureanca (Gaterul Cireș, (în germană Czyresz Säge)
- Stația Davideni
- Stația Bănila pe Siret (Bănila Moldovenească)
- Halta Helgea (Hilcea)
- Stația Cosciuia